# 王希孟
王希孟（1096年—1119年），中国宋代画家，擅作青绿山水。北宋政和年间18岁入文书库，即当时的宫廷画院，数次献画但水平不高。宋徽宗指导其画技，半年后王献了一幅图，被宋徽宗赐予宰相蔡京。

## 千里江山图
青綠山水《千里江山图》是他唯一传世的作品。採用青色和綠色的顏料來畫一整群山巒，在中國古代的山水畫中顯得格外色彩鮮艷、層次得宜。
画中远近山水，气势开阔，村舍集市、渔船客舟、桥梁水车和林木飞禽，笔墨工致，位置得宜；全卷青绿重设色，表现了山河秀丽。被认为是北宋青绿山水画中的彪炳巨作，景物虚实远近，比唐代青绿画作更具表现力。
降清明臣梁清标是该画的发现者，他把画献于清廷。此画没有任何提名、落款，只有两件后裱的题跋。乾隆皇帝在此画上方题诗、盖章。诗的第一句是“江山千里望无垠”，于是后来此画被称为“千里江山图”。清朝覆灭之后末代皇帝溥仪将此画带出宫。溥仪被中华人民共和国扣押為囚徒後，此画被北京故宫博物院沒收並一直珍藏。

### 题跋

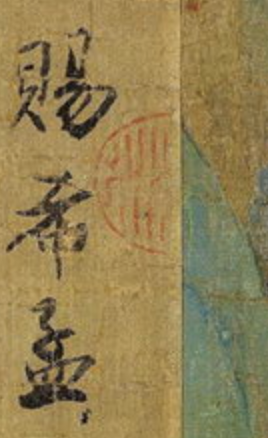
蔡京题跋上的半个印章

“希孟”18岁经宋徽宗指点半年作画的记述源于蔡京书写的此画的题跋。然而该题跋纸张尺寸大幅窄于画作，还有半个章印，明显是后人裱在画上的。该题跋没有关于画作的描述。
在蔡京的题跋之后另有元代和尚溥光写的一个题跋，说他从小时候就多次观赏“丹青小景”。将十几米宽的长卷称为小景，令人怀疑该题跋不是这幅画的。

### “王希孟”
蔡京的题跋中提到“希孟”做了一幅画。清代梁清标的好友宋荦在梁清标处看到此画后，在《西陂类稿》卷十三《论画绝句二十六首》提到此画，第一次提到“王希孟”，并说王希孟“进得一图身便死”，但宋荦如何得知这些事情不得而知。

### 技法
画中的青绿山水气势磅礴，但一些细节如柳树和小桥却差强人意。

### 争议
此画清初现世，其真伪存疑。在宋徽宗的《宣和画谱》中没有记载。任何历史文献中都没有王希孟或者希孟的记载。

## 艺术形象
2024年电影《只此青绿》，由青年舞蹈演员张翰饰演。